# Institut Pasteur
Az Institut Pasteur egy francia nonprofit alapítvány, amely a biológia, a mikroorganizmusok, a betegségek és a vakcinák tanulmányozásával foglalkozik. Nevét Louis Pasteurről kapta, aki alapítója és első igazgatója volt, ő fedezte fel  1885-ben az első veszettség elleni vakcinát. 1887. június 4-én alapították, országos előfizetésnek köszönhetően, és 1888. november 14-én avatták fel.
Az Institut Pasteur több mint egy évszázada élen jár a fertőző betegségek elleni küzdelemben. Ez a párizsi székhelyű nemzetközi kutatószervezet volt az első, amely 1983-ban izolálta a HIV-t, az AIDS-et okozó vírust. Az évek során olyan forradalmi felfedezések eredője volt, amelyek lehetővé tették az orvostudomány számára a virulens betegségek, például a diftéria, a tetanusz, a tuberkulózis, a gyermekbénulás, az influenza, a sárgaláz megfékezését. 1908 óta az Intézet nyolc tudósa részesült orvosi vagy élettani Nobel-díjban.

## Orvostudományi Nobel-díjasok
- 1907: Alphonse Laveran
- 1908: Ilja Iljics Mecsnyikov
- 1919: Jules Bordet
- 1928: Charles Nicolle
- 1957: Daniel Bovet
- 1965: François Jacob, Jacques Monod und André Lwoff
- 2008: Luc Montagnier und Françoise Barré-Sinoussi

## Kémiai Nobel-díjas
- 2020: Emmanuelle Charpentier